# 林秀貞
林 秀貞（はやし ひでさだ）は、戦国時代から安土桃山時代にかけての武将。織田氏の家臣。通称は新五郎、壮年期以降は佐渡守の受領名を名乗る。父は林通安（八郎左衛門）。弟に林通具（美作守）、子に林通政（新次郎、娘婿とも）と林一吉がいる。長年「通勝（みちかつ）」と伝えられてきたが、正しくは秀貞であり（『言継卿記』等）、松永久秀の家臣の林通勝と混同されたと考えられている。ただ、父親が通安、弟が通具と「通」を、子の林勝吉（のちの林一吉）、孫の林勝久が「勝」を通字としている事から、初めは通勝で後に主君・織田信秀の秀の字を与えられ、秀貞と改名した可能性も考えられる。

## 生涯

### 織田信秀時代

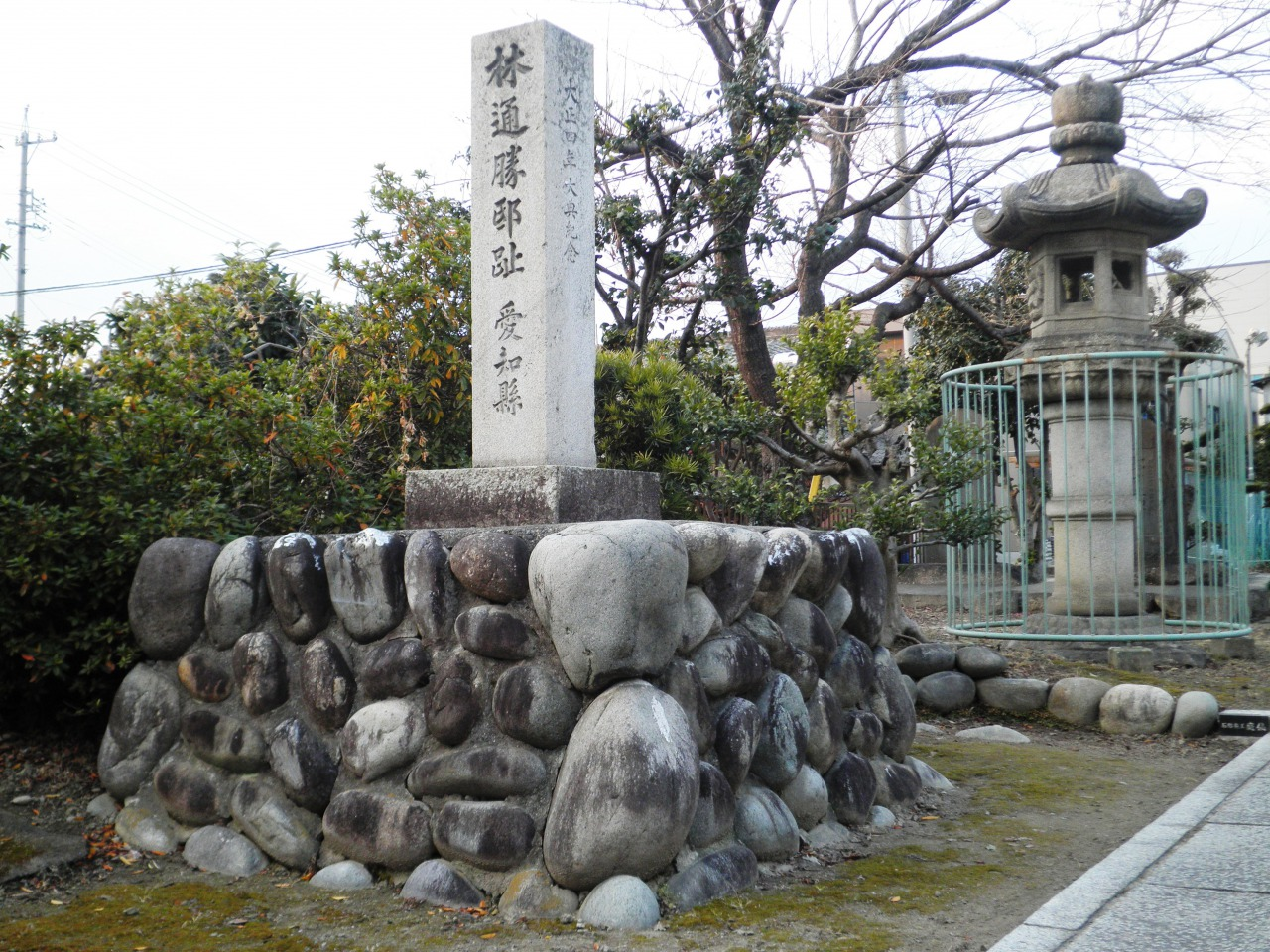
林通勝邸跡（愛知県北名古屋市沖村の松林寺）

林氏は元々尾張国春日井郡沖村（現在の愛知県北名古屋市沖村）を本貫とする土豪であったが、秀貞は父・林通安と共に織田信秀に仕えて、政治や外交に手腕を発揮し、軍団のまとめ役(統率)として信秀の信頼を受け、重臣となった。

### 織田信長後見役
幼少の織田信長に那古野城が与えられると、信長の二番家老となった平手政秀と共に一番家老として信長付きの家臣となり（『信長公記』）、天文15年（1546年）に古渡城で行われた信長の元服においては介添え役を務めるなど、まさしく信長の後見役と言える存在であった。しかし、当時の織田家臣団の例に漏れず秀貞も信長の奇行には頭を痛めており、天文21年（1552年）に織田信秀が死去し、天文22年（1553年）に平手政秀が死去すると、秀貞は信長の弟である織田信勝（信行）の擁立を画策するようになる。
弘治元年（1555年）に清洲城主・織田信友が織田信光に殺害され、信長が清洲城を占拠すると、秀貞は那古野城の留守居役に任ぜられた。

### 稲生の戦い
清洲城の占拠後も織田氏の諸分家を糾合するなどして戦国大名として頭角を現し始めた信長であったが、秀貞の不安と不満は解消されなかったようで、弘治2年（1556年）に柴田勝家や弟・通具らと共に織田信勝を擁立して挙兵。しかし、稲生の戦いで信長に敗北し、この戦いで弟の通具が信長自らの手で討ち取られた。ただし、秀貞自身は参戦せずに静観しており、その動向は不明である。稲生の戦いの後は勝家と共に信長に許され、宿老の立場に据え置かれた。
なお、『信長公記』によると、稲生の戦いの前に林兄弟の不穏な動きを察知した信長は異母兄弟の織田信時と2人だけで那古野城を訪れ（詮索、懐柔、牽制などの意図があったのかもしれないが真意は不明）、これを好機とみた通具が「これから信長公を襲って切腹させよう」と主張したが、秀貞は「三代報恩の主君に手はかけられない」と反対したため、信長は無事に帰ることができたという。

### 織田信長の筆頭家老
秀貞は行政官として堅実な手腕を持っていた事が信長に評価されたものと思われ、稲生の戦い後に赦免された秀貞はそれまで通り織田家の家宰として清洲同盟の立会人を務めるなど、外交や行政面を中心に活動しており、武将というよりは政治家としての働きが目立つ。また、信長が発給した政治的文書に常に署名しており、永禄11年（1568年）に信長が足利義昭を奉じて上洛した際に信長の重臣と義昭の重臣が交わした起請文では秀貞が1番に署名している。また、『言継卿記』によると、山科言継が信長に拝謁する際には常に秀貞が奏者（取次役）を果たしていたとされる。
政治面で信長から重きを置かれる一方、秀貞の武将としての活躍機会は非常に少ないが、武将としての働きが全く無かったわけではなく、播磨神吉城攻防戦など、僅かながらも出陣した形跡が『信長公記』に見られる。ただ、恐らくは軍監や軍目付、後詰など予備部隊を率いる武将として従軍していたのではないかと推測される。

### 織田信忠付きの筆頭家老
天正4年（1576年）11月に信長が家督を嫡男の織田信忠に譲ると、秀貞は信忠付きの家老となった。与えられた所領という面においては柴田勝家、佐久間信盛、明智光秀、羽柴秀吉などに追い抜かれていくが、筆頭家老（宿老）としての地位を保っており、信長が開く茶会においても秀貞は他の重臣と共に招かれるのが常であった。また、天正7年（1579年）に安土城の天主が完成した際に信長は秀貞と村井貞勝の両名にだけ天主の見物を許しており、少なくとも秀貞が突如として追放される前年までは信長との関係が良好であった事が窺える。

### 突然の追放
天正8年（1580年）8月、信長の命により秀貞は突如として安藤守就や丹羽氏勝と共に織田家を追放された。信長は秀貞の追放理由として、秀貞がかつて織田信勝を擁立して謀反を起こした事を挙げているが、それは24年も前の出来事であることからも余りに難癖じみており、その真相については不明な点が多い。『信長公記』では「仔細は先年信長公御迷惑の折節、野心を含み申すの故なり」とあり、信長がかつて信長包囲網で窮地に陥っている時に謀反を企て敵と通じたというのであるが、この記述はあまり信用できない。
一説には、秀貞が老齢で役に立つ事が少なくなったことから、実力主義を採用していた信長が秀貞の働きに不満を持ったためともいうが、そうであるならば秀貞を強制的に隠居させれば済む話であり、織田家中に動揺を招く追放処分とした理由は不明である。

### 追放後
信長によって織田家を追放された秀貞は京都に居住し、南部勝利（南部但馬守）と改名したり、安芸国に身を移したりして余生を過ごしたとされるが、追放された時の秀貞は既に高齢であり、追放処分を受けたことが身に応えたためもあってか、追放から2ヶ月後の天正8年（1580年）10月15日に死去したと伝えられるものの、その動向は定かではない。弟の通具を描いた「林美作守像」の賛によれば、享年は68とされる。現在も広島市内に墓石がある。子の一吉は父と共に追放、蟄居の後、旧知の山内一豊に仕え、子孫は土佐藩で重臣となった。

## 演じた俳優
- 綿引勝彦（1989年、TBS大型時代劇スペシャル『織田信長』）
- 宇津井健（1992年、NHK大河ドラマ『信長 KING OF ZIPANGU』）
- 高松英郎（1996年、NHK大河ドラマ『秀吉』）
- 山本晋也（2002年、NHK大河ドラマ『利家とまつ〜加賀百万石物語〜』）
- 苅谷俊介（2006年、NHK大河ドラマ『功名が辻』）

　※いずれも役名は「林通勝」となっている。